# Lista miniștrilor afacerilor externe în anul 2012
Lista miniștrilor afacerilor externe în anul 2012 se bazează pe Lista statelor lumii și pe Lista de teritorii dependente, așa cum sunt ele cunoscute de la 1 ianuarie 2012 pâna la 31 decembrie 2012. 
Gruparea acestora s-a făcut pe baza statutului entitătii pe care o reprezintă după cim urmează State independente recunoscute cvasigeneral, State independente recunoscute parțial de comunitatea internațională, State independente nerecunoscute,  Entități cu statut apropiat de cel de stat,  Diviziuni administrative autonome’',  Territorii nesuverane, autonome sau cu administrație specială și Guverne alternative și / sau în exil
Ministrul afacerilor externe (numele oficial al funcției poate diferi de la stat la  stat conform uzanțelor naționale) este acel membru al guvenului însărcinat cu aplicarea politicii  externe a staului și asigurarea relațiilor cu alte state și organizații internaționale cu responsabilități executive. Un ministru al Afacerilor exteren poate, după caz, asigura uneori și alte portofolii în cadrul unui guvern. Deoarece aceste portofolii nu prezintă interes pentru această listă, ele nu au fost prezentate.
Pot avea miniștri de externe și teritoriile autonome, fie ele diviziuni administrative sau teritorii dependente.

## State independente recunoscute cvasigeneral
| Statul                             | Funcția | Numele                                                                                            | Începând cu                        |
| ---------------------------------- | --- | ------------------------------------------------------------------------------------------------- | ---------------------------------- |
| Afganistan                         | Ministru al Afacerilor Externe                                                                                                 | Zalmaï Rassoul                                                                                    | 18 ianuarie 2010                   |
| Africa de Sud                      | Ministru al Relațiilor Internaționale și Cooperării                                                                            | Maite Nkoana-Mashabane                                                                            | 11 mai 2009                        |
| Albania                            | Miniștru ai Afacerilor Externe (succesivi)                                                                                     | Edmond Panariti                                                                                   | 3 iulie 2012                       |
| Albania                            | Miniștru ai Afacerilor Externe (succesivi)                                                                                     | Edmond Haxhinasto                                                                                 | 17 septembrie 2010                 |
| Algeria                            | Ministru al Afacerilor Externe și Cooperării Internaționale                                                                    | Mourad Medelci                                                                                    | 4 iunie 2007                       |
| Andorra                            | Ministru al Afacerilor Externe                                                                                                 | Gilbert Saboya Sunyé                                                                              | 16 mai 2011                        |
| Angola                             | Ministru al Relațiilor Externe                                                                                                 | Georges Rebelo Chicoti                                                                            | 26 noiembrie 2010                  |
| Antigua și Barbuda                 | Ministru al Afacerilor Externe                                                                                                 | Baldwin Spencer (prim-ministru)                                                                   | 6 ianuarie 2005                    |
| Arabia Saudită                     | Ministru al Afacerilor Externe                                                                                                 | Saud bin Faisal bin Abdulaziz Al Saud                                                             | 30 martie 1975                     |
| Argentina                          | Ministru al Afacerilor Externe                                                                                                 | Héctor Timerman                                                                                   | 22 iunie 2010                      |
| Armenia                            | Ministru al Afacerilor Externe                                                                                                 | Eduard Nalbandyan                                                                                 | 14 aprilie 2008                    |
| Australia                          | Minștri pentru Afaceri Externe (succesivi)                                                                                     | Bob Carr                                                                                          | 13 martie 2012                     |
| Australia                          | Minștri pentru Afaceri Externe (succesivi)                                                                                     | Craig Emerson (interimar)                                                                         | 21 februarie 2012                  |
| Australia                          | Minștri pentru Afaceri Externe (succesivi)                                                                                     | Kevin Rudd                                                                                        | 14 septembrie 2010                 |
| Austria                            | Ministru federal pentru Afacerile Externe și Integrarea Europeană                                                              | Michael Spindelegger                                                                              | 2 decembrie 2008                   |
| Azerbaidjan · (vezi și: §3 )       | Ministru al Afacerilor Externe                                                                                                 | Elmar Mammadyarov                                                                                 | 2 aprilie 2004                     |
| Bahamas                            | Miniștri ai Afacerilor Externe și Imigrației (succesivi)                                                                       | Fred Mitchell                                                                                     | 11 mai 2012                        |
| Bahamas                            | Miniștri ai Afacerilor Externe și Imigrației (succesivi)                                                                       | Brent Symonette                                                                                   | 4 mai 2007                         |
| Bahrain                            | Ministru al Afacerile Externe                                                                                                  | șeic Khalid ibn Ahmad Al Khalifah                                                                 | 26 septembrie 2005                 |
| Bangladesh                         | Munistru al Afacerilor Externe                                                                                                 | Dipu Moni                                                                                         | 6 ianuarie 2009                    |
| Barbados                           | Ministru al Afcerilor Externe                                                                                                  | Maxine McClean                                                                                    | 24 noiembrie 2008                  |
| Belarus                            | Miniștri ai Afacerilor Externe (succesivi)                                                                                     | Vladimir Makei                                                                                    | 20 august 2012                     |
| Belarus                            | Miniștri ai Afacerilor Externe (succesivi)                                                                                     | Syarhey Martynau                                                                                  | 21 martie 2003                     |
| Belgia · (vezi și : §11)           | Ministru al Afacerilor Externe și Europene                                                                                     | Didier Reynders                                                                                   | 6 decembrie 2011                   |
| Belize                             | Ministru al Afacerilor Externe                                                                                                 | Wilfred Elrington                                                                                 | 12 februarie 2008                  |
| Benin                              | Ministru al Afacerilor Externe, Integrării Africane Francofoniei și Beninezilor din Străinătate                                | Nassirou Bako Arifari                                                                             | 28 mai 2011                        |
| Bhutan                             | Ministru al Afacerilor Externe                                                                                                 | Ugyen Tshering                                                                                    | 9 aprilie 2008                     |
| Birmania                           | Ministru al Afacerilor Externe                                                                                                 | Wunna Maung Lwin                                                                                  | 30 martie 2011                     |
| Bolivia                            | Ministru al Relațiilor Externe                                                                                                 | David Choquehuanca                                                                                | 23 ianuarie 2006                   |
| Bosnia și Herzegovina              | Miniștri ai Afacerilor Externe (succesivi)                                                                                     | Zlatko Lagumdžija                                                                                 | 10 februarie 2012                  |
| Bosnia și Herzegovina              | Miniștri ai Afacerilor Externe (succesivi)                                                                                     | Sven Alkalaj                                                                                      | 9 februarie 2007                   |
| Botswana                           | Ministru al Afacerilor Internaționale și Cooperării înternaționale                                                             | Phandu Skelemani                                                                                  | 1 aprilie 2008                     |
| Brazilia                           | Ministru al Relațiiloe Externe                                                                                                 | Antônio Patriota                                                                                  | 1 ianuarie 2011                    |
| Brunei                             | Ministru al Afacerilor Externe                                                                                                 | Mohamed Bolkiah (sultan și prim-ministru)                                                         | 1 ianuarie 1984                    |
| Brunei                             | Ministru Secund al Afacerilor Externe                                                                                          | Lim Jock Seng                                                                                     | 24 mai 2005                        |
| Bulgaria                           | Ministru al Afacerilor Externe                                                                                                 | Nikolaï Mladenov                                                                                  | 27 ianuarie 2010                   |
| Burkina Faso                       | Ministru al Afacerilor Externe, Cooperării și Burkinezilor din Străinătate                                                     | Djibrill Bassolé                                                                                  | 21 aprilie 2011                    |
| Burundi                            | Ministru al Relațiilor Externe și Cooperării Internaționale                                                                    | Laurent Kavakure                                                                                  | 7 noiembrie 2011                   |
| Cambodgia                          | Ministru al Afacerilor Externe și Cooperării Internaționale                                                                    | Hor Namhong                                                                                       | 30 noiembrie 1998                  |
| Camerun                            | Ministru al Relațiilor Externe                                                                                                 | Pierre Moukoko Mbonjo                                                                             | 11 decembrie 2011                  |
| Canada · (vezi și : §11)           | Ministru al Afacerilor Externe                                                                                                 | John Baird                                                                                        | 18 mai 2011                        |
| Capul Verde                        | Ministru al Afacerilor Externe                                                                                                 | Jorge Borges                                                                                      | 21 martie 2011                     |
| Cehia                              | Ministru al Afacerilor Externe                                                                                                 | Karel Schwarzenberg                                                                               | 13 iulie 2010                      |
| Centrafricană, Republica           | Ministru al Afacerilor Externe, Integrării Africane, Francofoniei și Centrafricanulor din Străinătate                          | Antoine Gambi                                                                                     | 18 ianuarie 2009                   |
| Chile                              | Ministru al Afacerilor Externe                                                                                                 | Alfredo Moreno                                                                                    | 11 martie 2010                     |
| China (vezi și : §2, și §10)       | Ministru al Afacerilor Externe                                                                                                 | Yang Jiechi                                                                                       | 27 aprilie 2007                    |
| Ciad                               | Ministru al Afacerilor Externe, Integrării Africane și Cooperării Internaționale                                               | Moussa Faki                                                                                       | 23 aprilie 2008                    |
| Cipru · (vezi și : §2)             | Ministru al Afacerilor Externe                                                                                                 | Erato Kozakou-Marcoullis                                                                          | 5 august 2011                      |
| Coasta de Fildeș                   | Miniștri ai Afacerilor Externe (succesivi)                                                                                     | Charles Koffi Diby                                                                                | 22 noiembrie 2012                  |
| Coasta de Fildeș                   | Miniștri ai Afacerilor Externe (succesivi)                                                                                     | Daniel Kablan Duncan                                                                              | 1 iunie 2011                       |
| Columbia                           | Ministru al Relațiilor Externe                                                                                                 | María Ángela Holguín                                                                              | 7 august 2010                      |
| Comore                             | Ministru al Relațiilor Externe, Cooperării Internaționale și Comorienilor din Străinătate                                      | Mohamed Bakri Ben Abdoulfatah Charif                                                              | 30 mai 2011                        |
| Congo, Republica                   | Ministru al Afacerilor Externe, Cooperării și Congolezilor din Străinătate                                                     | Basile Ikouébé                                                                                    | 31 mai 2007                        |
| Congo, Republica Democrată         | Miniștri ai Afacerilor Externe, și Integrării Regionale (succesivi)                                                            | Raymond Tshibanda                                                                                 | 26 aprilie 2012                    |
| Congo, Republica Democrată         | Miniștri ai Afacerilor Externe, și Integrării Regionale (succesivi)                                                            | Alexis Thambwe Mwamba                                                                             | 26 octombrie 2008                  |
| Coreea, Republica                  | Ministru al Afacerilor Externe                                                                                                 | Kim Sung-hwan                                                                                     | 8 octombrie 2010                   |
| Coreeană, R.P.D.                   | Ministru al Afacerilor Externe                                                                                                 | Pak Ui-chun                                                                                       | 18 mai 2007                        |
| Costa Rica                         | Ministru al Relațiilor Externe                                                                                                 | Enrique Castillo                                                                                  | 14 septembrie 2011                 |
| Croația                            | Ministru al Afacerilor Externe și Europene                                                                                     | Vesna Pusić                                                                                       | 23 decembrie 2011                  |
| Cuba                               | Ministru al Relațiilor Externe                                                                                                 | Bruno Rodríguez Parrilla                                                                          | 2 martie 2009                      |
| Danemarca · (vezi și : §9)         | Ministru pentru Afacerile Externe                                                                                              | Villy Søvndal                                                                                     | 3 octombrie 2011                   |
| Djibouti                           | Ministru al Afacerilor Externe și Cooperării Internaționale                                                                    | Mahamoud Ali Youssouf                                                                             | 22 mai 2005                        |
| Dominica                           | Ministru al Afacerilor Externe și ale CARICOM                                                                                  | Roosevelt Skerrit (prim-ministru)                                                                 | 4 ianuarie 2010                    |
| Dominicană, Republica              | Ministru al Afacerilor Externe                                                                                                 | Carlos Morales Troncoso                                                                           | 16 august 2004                     |
| Ecuador                            | Ministru al Relațiilor Externe și Integrării                                                                                   | Ricardo Patiño                                                                                    | 28 ianuarie 2010                   |
| Egipt                              | Ministru al Afacerilor Externe                                                                                                 | Mohamed Kamel Amr                                                                                 | 21 iulie 2011                      |
| El Salvador                        | Ministru al Relațiilor Externe                                                                                                 | Hugo Martínez                                                                                     | 1 iunie 2009                       |
| Elveția                            | Șef al Departamentului Federal al Afacerilor Externe                                                                           | Micheline Calmy-Rey                                                                               | 1 ianuarie 2003                    |
| Emiratele Arabe Unite              | Ministru al Afacerilor Externe                                                                                                 | Abdullah bin Zayed Al Nahyan                                                                      | 9 februarie 2006                   |
| Eritreea                           | Ministru al Afacerilor Externe                                                                                                 | Osman Saleh Mohammed                                                                              | 16 aprilie 2007                    |
| Estonia · (vezi și : §10)          | Ministru al Afacerilor Externe                                                                                                 | Urmas Paet                                                                                        | 13 aprilie 2005                    |
| Etiopia                            | Miniștri ai Afacerilor Externe (succesivi)                                                                                     | Tedros Adhanom                                                                                    | 29 noiembrie 2012                  |
| Etiopia                            | Miniștri ai Afacerilor Externe (succesivi)                                                                                     | Berhane Gebre-Christos (interimar)                                                                | 21 septembrie 2012                 |
| Etiopia                            | Miniștri ai Afacerilor Externe (succesivi)                                                                                     | Hailemariam Desalegn                                                                              | 5 octombre 2010                    |
| Fiji                               | Ministru pentru Afaceri Externe                                                                                                | Inoke Kubuabola                                                                                   | 24 iulie 2009                      |
| Filipine                           | Secretar al Afacerilor Externe                                                                                                 | Albert del Rosario                                                                                | 24 februarie 2011                  |
| Finlanda                           | Ministru al Afacerilor Externe                                                                                                 | Erkki Tuomioja                                                                                    | 22 iuinie 2011                     |
| Franța (vezi și : §7)              | Ministru ai Afacerilor Externe                                                                                                 | Laurent Fabius                                                                                    | 16 mai 2012                        |
| Franța (vezi și : §7)              | Ministru ai Afacerilor Externe și Europene                                                                                     | funcție înlocuită                                                                                 | 17 mai 2017                        |
| Franța (vezi și : §7)              | Ministru ai Afacerilor Externe și Europene                                                                                     | Alain Juppé                                                                                       | 1 martie 2011                      |
| Gabon                              | Miniștri aî Afacerilor Externe Cooperării Internaționale și Francofoniei, însărcinați cu Gabonezii din Străinătate (succesivi) | Emmanuel Issoze-Ngondet                                                                           | 28 februarie 2012                  |
| Gabon                              | Miniștri aî Afacerilor Externe Cooperării Internaționale și Francofoniei, însărcinați cu Gabonezii din Străinătate (succesivi) | Paul Toungui                                                                                      | 7 octombrie 2008                   |
| Gambia                             | Miniștri ai Afacerilor Externe (succesivi)                                                                                     | Susan Waffa-Ogoo                                                                                  | 1 noiembrie 2012                   |
| Gambia                             | Miniștri ai Afacerilor Externe (succesivi)                                                                                     | Mamadou Tangara                                                                                   | 23 august 2012                     |
| Gambia                             | Miniștri ai Afacerilor Externe (succesivi)                                                                                     | Mambury Njie                                                                                      | 16 aprilie 2012                    |
| Gambia                             | Miniștri ai Afacerilor Externe (succesivi)                                                                                     | Mamadou Tangara                                                                                   | 7 iunie 2010                       |
| Georgia · (vezi și: §2,)           | Miniștri ai Afaceilor Externe (succesivi)                                                                                      | Maia Panjikidze                                                                                   | 25 octombrie 2012                  |
| Georgia · (vezi și: §2,)           | Miniștri ai Afaceilor Externe (succesivi)                                                                                      | Grigol Vashadze                                                                                   | 5 decembrie 2008                   |
| Germania · (vezi și :§11)          | Ministru al Afacerilor Externe Externe                                                                                         | Guido Westerwelle                                                                                 | 28 octombrie 2009                  |
| Ghana                              | Ministru al Afacerilor Externe și Integrării Regionale                                                                         | Mohammed Mumuni                                                                                   | 27 ianuarie 2009                   |
| Grecia                             | Miniștri ai Afacerilor Externe (succesivi)                                                                                     | Dimítris Avramópoulos                                                                             | 21 iunie 2012                      |
| Grecia                             | Miniștri ai Afacerilor Externe (succesivi)                                                                                     | Petros Molyviatis                                                                                 | 21 iunie 2012                      |
| Grecia                             | Miniștri ai Afacerilor Externe (succesivi)                                                                                     | Stavros Dimas                                                                                     | 11 noiembrie 2011                  |
| Grenada                            | Miniștri ai Afacerilor Externe (succesivi)                                                                                     | Tillman Thomas (prim-ministru)                                                                    | 17 mai 2012                        |
| Grenada                            | Miniștri ai Afacerilor Externe (succesivi)                                                                                     | Karl Hood                                                                                         | 22 noiembrie 2010                  |
| Guatemala                          | Miniștri ai Relațiilor Externe (succesivi)                                                                                     | Harold Caballeros                                                                                 | 14 ianuarie 2012                   |
| Guatemala                          | Miniștri ai Relațiilor Externe (succesivi)                                                                                     | Haroldo Rodas                                                                                     | 14 ianuarie 2008                   |
| Guineea                            | Miniștri ai Afacerilor Externe și Guineezilor din Străinătate (succesivi)                                                      | François Lonseny Fall                                                                             | 5 octombrie 2012                   |
| Guineea                            | Miniștri ai Afacerilor Externe și Guineezilor din Străinătate (succesivi)                                                      | Edouard Niankoye Lamah                                                                            | 27 decembrie 2010                  |
| Guineea-Bissau                     | Miniștri ai Afacerilor Externe și Cooperării Internaționale (succesivi)                                                        | Faustino Imbali                                                                                   | 22 mai 2012                        |
| Guineea-Bissau                     | Miniștri ai Afacerilor Externe și Cooperării Internaționale (succesivi)                                                        | Mamadu Saliu Djaló Pires                                                                          | 27 august 2011                     |
| Guineea Ecuatorială                | Miniștri ai Afacerilor Externe și Cooperării Internaționale (succesivi)                                                        | Agapito Mba Mokuy                                                                                 | 22 mai 2012                        |
| Guineea Ecuatorială                | Miniștri ai Afacerilor Externe și Cooperării Internaționale (succesivi)                                                        | Pastor Micha Ondo Bile                                                                            | 11 februarie 2003                  |
| Guyana                             | Ministru al Afacerilor Externe                                                                                                 | Carolyn Rodrigues                                                                                 | 10 aprilie 2008                    |
| Haiti                              | Miniștri ai Afacerilor Externe (succesivi)                                                                                     | Pierre Richard Casimir                                                                            | 6 august 2012                      |
| Haiti                              | Miniștri ai Afacerilor Externe (succesivi)                                                                                     | Laurent Lamothe                                                                                   | 18 octombrie 2011                  |
| Honduras                           | Ministru al Relațiilor Externe                                                                                                 | Arturo Corrales                                                                                   | 16 septembrie 2011                 |
| India                              | Miniștri ai Afacerilor Externe (succesivi)                                                                                     | Salman Khurshid                                                                                   | 28 octombrie 2012                  |
| India                              | Miniștri ai Afacerilor Externe (succesivi)                                                                                     | S.M. Krishna                                                                                      | 23 mai 2009                        |
| Indonezia                          | Ministru al Afacerilor Externe                                                                                                 | Marty Natalegawa                                                                                  | 22 octombre 2009                   |
| Iordania                           | Ministru al Afacerilor Externe și al Expatriaților                                                                             | Nasser Judeh                                                                                      | 23 februarie 2009                  |
| Irak · (vezi și: §9)               | Miniștru al Afacerilor Externe                                                                                                 | Hoshyar Zebari                                                                                    | 3 septembrie 2003                  |
| Iran                               | Ministru al Afacerilor Externe                                                                                                 | Ali Akbar Salehi                                                                                  | 13 decembrie 2010                  |
| Irlanda                            | Ministru pentru Afacerile Externe                                                                                              | Eamon Gilmore                                                                                     | 9 martie 2011                      |
| Islanda                            | Ministru pentru Afacerile Externe                                                                                              | Össur Skarphéðinsson                                                                              | 1 februarie 2009                   |
| Israel · (vezi și : §2)            | Miniștri ai Afacerilor Externe (succesivi)                                                                                     | Beniamin Netaniahu (prim-ministru)                                                                | 18 decembrie 2012                  |
| Israel · (vezi și : §2)            | Miniștri ai Afacerilor Externe (succesivi)                                                                                     | Avigdor Lieberman                                                                                 | 31 martie 2009                     |
| Italia                             | Ministru al Afacerilor Externe                                                                                                 | Giulio Terzi di Sant’Agata                                                                        | 16 noiembrie 2011                  |
| Jamaica                            | Miniștri ai Afacerilor Externe (succesivi)                                                                                     | Arnold Nicholson                                                                                  | 6 ianuarie 2012                    |
| Jamaica                            | Miniștri ai Afacerilor Externe (succesivi)                                                                                     | Kenneth Baugh                                                                                     | 14 septembrie 2007                 |
| Japonia                            | Miniștri ai Afacerilor Externe (succesivi)                                                                                     | Fumio Kishida                                                                                     | 26 decembrie 2012                  |
| Japonia                            | Miniștri ai Afacerilor Externe (succesivi)                                                                                     | Koichiro Gemba                                                                                    | 2 septembrie 2011                  |
| Kazahstan                          | Miniștri ai Afacerilor Externe (succesivi)                                                                                     | Yerlan Idrisov                                                                                    | 28 septembrie 2012                 |
| Kazahstan                          | Miniștri ai Afacerilor Externe (succesivi)                                                                                     | Yerzhan Kazykhanov                                                                                | 11 aprilie 2011                    |
| Kârgâzstan                         | Miniștri ai Afacerilor Externe (succesivi)                                                                                     | Erlan Abdyldayev                                                                                  | 6 septembrie 2012                  |
| Kârgâzstan                         | Miniștri ai Afacerilor Externe (succesivi)                                                                                     | Ruslan Kazakbayev                                                                                 | 14 aprilie 2010                    |
| Kenya                              | Secretari ai Cabinetului pentru Afacerile Externe (succesivi)                                                                  | Sam Ongeri                                                                                        | 26 martie 2012                     |
| Kenya                              | Secretari ai Cabinetului pentru Afacerile Externe (succesivi)                                                                  | Moses Wetangula                                                                                   | 10 ianuarie 2008                   |
| Kiribati                           | Ministru pentru Afacerile Externe și Imigrare                                                                                  | Anote Tong (președinte)                                                                           | 10 iulie 2003                      |
| Kuweit                             | Ministru al Afacerilor Externe                                                                                                 | șeic Sabah Al-Khalid Al-Sabah                                                                     | 23 octombrie 2011                  |
| Laos                               | Ministru al Afacerilor Externe                                                                                                 | Thongloun Sisoulith                                                                               | 8 iunie 2006                       |
| Lesotho                            | Ministru al Afacerilor Externe și Relațiilor Internaționale                                                                    | Mohlabi Tsekoa                                                                                    | 2 martie 2007                      |
| Letonia                            | Ministru al Afacerilor Externe                                                                                                 | Edgars Rinkēvičs                                                                                  | 25 octombrie 2011                  |
| Liban                              | Ministru al Afacerilor Externe și Emigranților                                                                                 | Adnan Mansour                                                                                     | 13 iunie 2011                      |
| Liberia                            | Miniștri ai Afacerilor Externe (succesivi)                                                                                     | Augustine Kpehe Ngafuan,                                                                          | 10 februarie 2012                  |
| Liberia                            | Miniștri ai Afacerilor Externe (succesivi)                                                                                     | Toga McIntosh                                                                                     | 4 decembrie 2010                   |
| Libia                              | Miniștri ai Afacerilor Externe și Cooperătii Internaționale (succesivi)                                                        | Mohammed Abdulaziz (interimar)                                                                    | 26 noiembrie 2012                  |
| Libia                              | Miniștri ai Afacerilor Externe și Cooperătii Internaționale (succesivi)                                                        | Achour Ben Khayal                                                                                 | 22 noiembrie 2011                  |
| Liechtenstein                      | Ministru al Afacerilor Externe                                                                                                 | Aurelia Frick                                                                                     | 25 martie 2009                     |
| Lituania                           | Miniștri ai Afacerilor Externe (succesivi)                                                                                     | Linas Antanas Linkevičius                                                                         | 13 decembrie 2012                  |
| Lituania                           | Miniștri ai Afacerilor Externe (succesivi)                                                                                     | Audronius Ažubalis                                                                                | 11 februarie 2010                  |
| Luxemburg                          | Ministru al Afacerilor Externe și Imgrării                                                                                     | Jean Asselborn                                                                                    | 31 iulie 2004                      |
| Macedonia                          | Ministru al Afacerilor Externe                                                                                                 | Nikola Poposki                                                                                    | 28 iulie 2011                      |
| Madagascar                         | Ministru al Afacerilor Externe                                                                                                 | Pierrot Rajaonarivelo                                                                             | 21 noiembrie 2011                  |
| Malaezia                           | Ministru al Afacerilor Externe                                                                                                 | Anifah Aman                                                                                       | 10 aprilie 2009                    |
| Malawi                             | Miniștri ai Afacerilor Externe și Cooperării Internaționale (succesivi)                                                        | Ephraim Chiume                                                                                    | 26 aprilie 2012                    |
| Malawi                             | Miniștri ai Afacerilor Externe și Cooperării Internaționale (succesivi)                                                        | Peter Mutharika                                                                                   | 7 septembrie 2011                  |
| Maldive                            | Miniștri ai Afacerilor Externe și Coperării Internaționale (succesivi)                                                         | Abdul Samad Abdulla                                                                               | 5 martie 2012                      |
| Maldive                            | Miniștri ai Afacerilor Externe și Coperării Internaționale (succesivi)                                                         | Ahmed Naseem                                                                                      | 21 martie 2011                     |
| Mali · (vezi și : §3)              | Miniștri ai Afacerilor Externe, Cooperării Internaționale și Integrării Africane (succesivi)                                   | Tiéman Coulibaly                                                                                  | 20 august 2012                     |
| Mali · (vezi și : §3)              | Miniștri ai Afacerilor Externe, Cooperării Internaționale și Integrării Africane (succesivi)                                   | Sadio Lamine Sow                                                                                  | 21 martie 2012                     |
| Mali · (vezi și : §3)              | Miniștri ai Afacerilor Externe, Cooperării Internaționale și Integrării Africane (succesivi)                                   | Soumeylou Boubèye Maïga                                                                           | 6 aprilie 2011                     |
| Malta                              | Miniștri ai Afacerilor Externe (succesivi)                                                                                     | Francis Zammit Dimech                                                                             | 28 noiembrie 2012                  |
| Malta                              | Miniștri ai Afacerilor Externe (succesivi)                                                                                     | Tonio Borg                                                                                        | 12 martie 2008                     |
| Maroc · (vezi și : §2)             | Miniștri ai Afacerilor Externe și Cooperării (succesivi)                                                                       | Saâdeddine El Othmani                                                                             | 3 ianuarie 2012                    |
| Maroc · (vezi și : §2)             | Miniștri ai Afacerilor Externe și Cooperării (succesivi)                                                                       | Taieb Fassi Fihri                                                                                 | 15 octombrie 2007                  |
| Marshall, Insulele                 | Miniștri ai Afacerilor Externe (succesivi)                                                                                     | Phillip Muller1                                                                                   | 10 ianuarie 2012                   |
| Marshall, Insulele                 | Miniștri ai Afacerilor Externe (succesivi)                                                                                     | John Silk                                                                                         | 30 martie 2009                     |
| Mauritania                         | Ministru al Afacerilor Externe și Cooperării                                                                                   | Hamadi Ould Hamadi                                                                                | 22 martie 2011                     |
| Mauritius                          | Ministru al Afacerilor Externe și Integrării Regiomale                                                                         | Arvin Boolell                                                                                     | 13 septembrie 2008                 |
| Mexic                              | Secretari ai Relațiilor Externe (succesivi)                                                                                    | José Antonio Meade                                                                                | 1 decembrie 2012                   |
| Mexic                              | Secretari ai Relațiilor Externe (succesivi)                                                                                    | Patricia Espinosa                                                                                 | 1 decembrie 2006                   |
| Micronezia                         | Secretar al Afacerilor Externe                                                                                                 | Lorin S. Robert                                                                                   | 29 iunie 2007                      |
| Moldova, Republica (vezi și: §3)   | Ministru al Afacerilor Externe și Integrării Europene                                                                          | Iurie Leancă                                                                                      | 25 septembrie 2009                 |
| Monaco                             | Ministru al Relațiilor Externe și Cooperării                                                                                   | José Badia                                                                                        | 1 ianuarie 2011                    |
| Mongolia                           | Miniștri ai Relațiilor Externe (succesivi)                                                                                     | Luvsanvandan Bold                                                                                 | 19 august 2012                     |
| Mongolia                           | Miniștri ai Relațiilor Externe (succesivi)                                                                                     | Gombojav Zandanshatar                                                                             | 12 noiembrie 2009                  |
| Mozambic                           | Ministru al Afacerilor Externe și Cooperării                                                                                   | Oldemiro Balói                                                                                    | 10 martie 2008                     |
| Muntenegru                         | Miniștri ai Afacerilor Externe și Integrării Europene (succesivi)                                                              | Igor Lukšić                                                                                       | 4 decembrie 2012                   |
| Muntenegru                         | Miniștri ai Afacerilor Externe și Integrării Europene (succesivi)                                                              | Nebojša Kaluđerović                                                                               | 10 iulie 2012                      |
| Muntenegru                         | Miniștri ai Afacerilor Externe și Integrării Europene (succesivi)                                                              | Milan Roćen                                                                                       | 10 noiembrie 2006                  |
| Namibia                            | Miniștri ai Relațiilor Internaționale și Cooperării (succesivi)                                                                | Netumbo Nandi-Ndaitwah                                                                            | 4 decembrie 2012                   |
| Namibia                            | Miniștri ai Relațiilor Internaționale și Cooperării (succesivi)                                                                | Utoni Nujoma                                                                                      | 21 martie 2010                     |
| Nauru                              | Miniștri pentru Afacerile Externe (succesivi)                                                                                  | Kieren Keke                                                                                       | 11 iunie 2012                      |
| Nauru                              | Miniștri pentru Afacerile Externe (succesivi)                                                                                  | Sprent Dabwido (președinte)                                                                       | 16 noiembrie 2011                  |
| Nepal                              | Miniștri ai Afacerilor Externe (succesivi)                                                                                     | Narayan Kaji Shrestha                                                                             | 5 iunie 2012                       |
| Nepal                              | Miniștri ai Afacerilor Externe (succesivi)                                                                                     | funcție vacantă                                                                                   | 28 mai2012                         |
| Nepal                              | Miniștri ai Afacerilor Externe (succesivi)                                                                                     | Ishwar Pokhrel                                                                                    | 20 mai 2012                        |
| Nepal                              | Miniștri ai Afacerilor Externe (succesivi)                                                                                     | Narayan Kaji Shrestha                                                                             | 4 septembrie 2011                  |
| Nicaragua                          | Ministru al Relațiilor Externe                                                                                                 | Samuel Santos López                                                                               | 10 ianuarie 2007                   |
| Niger                              | Miniștri ai Afacerilor Externe, Cooperării, Integrării Africane și Nigerenilor din Străinătate (succesivi)                     | Aïchatou Kané Boulama                                                                             | 4 decembrie 2012                   |
| Niger                              | Miniștri ai Afacerilor Externe, Cooperării, Integrării Africane și Nigerenilor din Străinătate (succesivi)                     | Mohamed Bazoum                                                                                    | 21 aprilie 2011                    |
| Nigeria                            | Miniistru al Afacerilor Externe                                                                                                | Olugbenga Ashiru                                                                                  | 11 iulie 2011                      |
| Norvegia                           | Miniștri ai Afacerilor Externe (succesivi)                                                                                     | Espen Barth Eide                                                                                  | 21 septembrie 2012                 |
| Norvegia                           | Miniștri ai Afacerilor Externe (succesivi)                                                                                     | Jonas Gahr Støre                                                                                  | 17 octombrie 2005                  |
| Noua Zeelandă · (vezi și : §8)     | Ministru al Aafcerilor Externe                                                                                                 | Murray McCully                                                                                    | 19 noiembrie 2008                  |
| Oman                               | Ministru al Afacerilor Externe                                                                                                 | Qaboos bin Said Al Said (sultan și prim-ministru)                                                 | 2 ianuarie 1972                    |
| Oman                               | Ministru Responsabil pentru Afacerile Externe                                                                                  | Yusuf bin Alawi bin Abdullah                                                                      | 19 decembrie 1997                  |
| Pakistan                           | Ministru al Afacerilor Externe                                                                                                 | Hina Rabbani Khar                                                                                 | 12 februarie 2011                  |
| Palau                              | Ministru de Stat (pentru Afaceri Externe)                                                                                      | Victor Yano                                                                                       | 19 aprilie 2010                    |
| Panama                             | Miniștri ai Relațiilor Externe (succesivi)                                                                                     | Rómulo Roux                                                                                       | 20 august 2012                     |
| Panama                             | Miniștri ai Relațiilor Externe (succesivi)                                                                                     | Francisco Álvarez De Soto (interimar)                                                             | 31 ianuarie 2012                   |
| Panama                             | Miniștri ai Relațiilor Externe (succesivi)                                                                                     | Roberto Henríquez                                                                                 | 31 august 2011                     |
| Papua Noua Guinee                  | Miniștri pentru Afacerile Externe și Imigrare (succesivi)                                                                      | Rimbink Pato                                                                                      | 9 august 2012                      |
| Papua Noua Guinee                  | Miniștri pentru Afacerile Externe și Imigrare (succesivi)                                                                      | Puka Temu                                                                                         | 6 august 2012                      |
| Papua Noua Guinee                  | Miniștri pentru Afacerile Externe și Imigrare (succesivi)                                                                      | Paru Aihi (guvernul Michael Somare). (corevendicator din 14 decembrie 2011 până în 3 august 2012) | 14 decembrie 2011 – 3 august 2012  |
| Papua Noua Guinee                  | Miniștri pentru Afacerile Externe și Imigrare (succesivi)                                                                      | Ano Pala (guvernul Peter O’Neill) (corevendicator din 14 decembrie 2011 până în 3 august 2012)    | 21 iunie 2011                      |
| Paraguay                           | Miniștri ai Relațiilor Externe (succesivi)                                                                                     | José Félix Fernández Estigarribia                                                                 | 22 iunie 2012                      |
| Paraguay                           | Miniștri ai Relațiilor Externe (succesivi)                                                                                     | Jorge Lara Castro                                                                                 | 22 martie 2011                     |
| Peru                               | Ministru al Relațiilor Externe                                                                                                 | Rafael Roncagliolo                                                                                | 28 iulie 2011                      |
| Polonia                            | Ministru al Afacerilor Externe                                                                                                 | Radosław Sikorski                                                                                 | 16 noiembrie 2007                  |
| Portugalia                         | Ministru pentru Afaceri Externe                                                                                                | Paulo Portas                                                                                      | 21 iunie 2011                      |
| Qatar                              | Ministru al Afacerilor Externe                                                                                                 | Hamad ben Jassem el-Thani (prim-ministru)                                                         | 11 ianuarie 1992                   |
| Regatul Unit (vezi și : §6 șî §11) | Secretar de Stat pentru Afacerile Externe și ale Commonwealth -ului                                                            | William Hague                                                                                     | 12 mai 2010                        |
| România                            | Miniștri ai Afacerilor Externe (succesivi)                                                                                     | Titus Corlățean                                                                                   | 6 august 2012                      |
| România                            | Miniștri ai Afacerilor Externe (succesivi)                                                                                     | Andrei Marga                                                                                      | 7 mai 2012                         |
| România                            | Miniștri ai Afacerilor Externe (succesivi)                                                                                     | Cristian Diaconescu                                                                               | 23 ianuarie 2012                   |
| România                            | Miniștri ai Afacerilor Externe (succesivi)                                                                                     | Teodor Baconschi                                                                                  | 23 decembrie 2009                  |
| Rusia                              | Ministru al Afacerilor Externe                                                                                                 | Sergey Lavrov                                                                                     | 9 martie 2004                      |
| Rwanda                             | Ministru al Afacerilor Externe și Cooperării Regionale                                                                         | Louise Mushikiwabo                                                                                | 3 decembrie 2009                   |
| Samoa                              | Ministru al Afacerilor Externe                                                                                                 | Tuilaepa Aiono Sailele Malielegaoi (prin-ministru)                                                | 23 noiembrie 1998                  |
| San Marino                         | Secretari de Stat pentru Afaceri Externe și Politice (succesivi)                                                               | Pasquale Valentini                                                                                | 5 decembrie 2012                   |
| San Marino                         | Secretari de Stat pentru Afaceri Externe și Politice (succesivi)                                                               | Antonella Mularoni                                                                                | 4 decembrie 2008                   |
| São Tomé și Príncipe               | Miniștri ai Afacerilor Externe (succesivi)                                                                                     | Natália Pedro da Costa Umbelina Neto                                                              | 12 decembrie 2012                  |
| São Tomé și Príncipe               | Miniștri ai Afacerilor Externe (succesivi)                                                                                     | Manuel Salvador dos Ramos                                                                         | 14 august 2010                     |
| Senegal                            | Miniștri ai Afacerilor Externe și Senegalezilor din Străinătate (succesivi)                                                    | Mankeur Ndiaye                                                                                    | 28 octombrie 2012                  |
| Senegal                            | Miniștri ai Afacerilor Externe și Senegalezilor din Străinătate (succesivi)                                                    | Alioune Badara Cissé                                                                              | 3 aprilie 2012                     |
| Senegal                            | Miniștri ai Afacerilor Externe și Senegalezilor din Străinătate (succesivi)                                                    | Madické Niang                                                                                     | 1 octombrie 2009                   |
| Serbia · (vezi și : §2)            | Miniștri ai Afacerilor Externe (succesivi)                                                                                     | Ivan Mrkić                                                                                        | 27 iulie 2012                      |
| Serbia · (vezi și : §2)            | Miniștri ai Afacerilor Externe (succesivi)                                                                                     | Vuk Jeremić                                                                                       | 15 mai 2007                        |
| Seychelles                         | Ministru pentru Afaceri Externe                                                                                                | Jean-Paul Adam                                                                                    | 8 iunie 2010                       |
| Sfânta Lucia                       | Ministru pentru Afaceri Externe                                                                                                | Alva Baptiste                                                                                     | 6 decembrie 2011                   |
| Sfântul Cristofor și Nevis         | Ministru al Afacerilor Externe                                                                                                 | Sam Condor                                                                                        | 7 februarie 2010                   |
| Sfântul Vincențiu și Grenadinele   | Ministru al Afacerilor Externe                                                                                                 | Douglas Slater                                                                                    | 19 decembrie 2010                  |
| Sierra Leone                       | Miniștri ai Afacerilor Externe și Cooperării Internaționale (succesivi)                                                        | Samura Kamara                                                                                     | 17 decembrie 2012                  |
| Sierra Leone                       | Miniștri ai Afacerilor Externe și Cooperării Internaționale (succesivi)                                                        | Joseph B. Dauda                                                                                   | 4 decembrie 2010                   |
| Singapore                          | Ministru pentru Afacerile Externe                                                                                              | Kasiviswanathan Shanmugam                                                                         | 21 mai 2011                        |
| Siria                              | Ministru al Afacerilor Externe și Expatriaților                                                                                | Walid Muallem                                                                                     | 11 februarie 2000                  |
| Slovacia                           | Miniștri ai Afacerilor Externe și Europene (succesivi)                                                                         | Miroslav Lajčák                                                                                   | 4 aprilie 2012                     |
| Slovacia                           | Miniștri ai Afacerilor Externe și Europene (succesivi)                                                                         | Mikuláš Dzurinda                                                                                  | 9 iulie 2010                       |
| Slovenia                           | Miniștri ai Afacerilor Externe (succesivi)                                                                                     | Karl Erjavec                                                                                      | 10 februarie 2012                  |
| Slovenia                           | Miniștri ai Afacerilor Externe (succesivi)                                                                                     | Samuel Žbogar                                                                                     | 21 noiembrie 2008                  |
| Solomon, Insulele                  | Miniștri ai Afacerilor Externe (succesivi)                                                                                     | Clay Forau Soalaoi                                                                                | 28 februarie 2012                  |
| Solomon, Insulele                  | Miniștri ai Afacerilor Externe (succesivi)                                                                                     | Peter Shanel Agovaka                                                                              | 27 august 2010                     |
| Somalia · (vezi și : §3 și §10)    | Miniștri ai Afacerilor Externe și Cooperării Internaționale (succesivi)                                                        | Fowsiyo Yusuf Haji Adan                                                                           | 13 noiembrie 2012                  |
| Somalia · (vezi și : §3 și §10)    | Miniștri ai Afacerilor Externe și Cooperării Internaționale (succesivi)                                                        | Abdullahi Haji Hassan Mohamed Nur                                                                 | 20 februarie 2012                  |
| Somalia · (vezi și : §3 și §10)    | Miniștri ai Afacerilor Externe și Cooperării Internaționale (succesivi)                                                        | Mohamed Mohamud Ibrahim                                                                           | 20 iulie 2011                      |
| Spania · (vezi și : §11)           | Ministru al Afacerilor Externe și Cooperării                                                                                   | osé García-Margallo y Marfil                                                                      | 22 decembrie 2011                  |
| Sri Lanka                          | Ministru al Afacerilor Externe                                                                                                 | Gamini Lakshman Peiris                                                                            | 23 aprilie 2010                    |
| Statele Unite ale Americii         | Secretar de Stat | Hillary Clinton                                                                                   | 21 ianuarie 2009                   |
| Sudan                              | Ministru al Afacerilor Externe                                                                                                 | Ali Karti                                                                                         | 16 iunie 2010                      |
| Sudanul de Sud                     | Ministru al Afacerilor Externe și Cooperării Internaționale                                                                    | Nhial Deng Nhial                                                                                  | 26 august 2011                     |
| Suedia                             | Ministru pentru Afaceri Externe                                                                                                | Carl Bildt                                                                                        | 6 octombrie 2006                   |
| Surinam                            | Ministru al Afacerilor Externe                                                                                                 | Winston Lackin                                                                                    | 13 august 2010                     |
| Swaziland                          | Ministru al Afacerilor Externe și Cooperării Internaționale                                                                    | Mtiti Fakudze                                                                                     | 17 octombrie 2011                  |
| Tadjikistan                        | Ministru al Afacerilor Externe                                                                                                 | Khamrokhon Zarifi                                                                                 | 1 decembrie 2006                   |
| Tanzania                           | Miniștri pentru Afaceri Externe, Cooperare Internațională și Integrare Regională                                               | Bernard Membe                                                                                     | 11 ianuarie 2007                   |
| Thailanda                          | Ministru al Afacerilor Externe                                                                                                 | Surapong Tovichakchaikul                                                                          | 10 august 2011                     |
| Timorul de Est                     | Miniștri ai Afacerilor Externe și Cooperării (succesivi)                                                                       | José Luís Guterres                                                                                | 8 august 2012                      |
| Timorul de Est                     | Miniștri ai Afacerilor Externe și Cooperării (succesivi)                                                                       | Zacarias da Costa                                                                                 | 9 august 2007                      |
| Togo                               | Ministru al Afacerilor Externe și Cooperării                                                                                   | Elliott Ohin                                                                                      | 28 mai 2010                        |
| Tonga                              | Ministru pentru Afacerile Externe                                                                                              | Siale ʻAtaongo Tuʻivakanō (prim-ministru)                                                         | 3 ianuare 2011                     |
| Trinidad și Tobago                 | Miniștri ai Afacerilor Externe (succesivi)                                                                                     | Winston Dookeran                                                                                  | 22 iunie 2012                      |
| Trinidad și Tobago                 | Miniștri ai Afacerilor Externe (succesivi)                                                                                     | Surujrattan Rambachan                                                                             | 28 mai 2010                        |
| Tunisia                            | Ministru al Afacerilor Externe                                                                                                 | Rafik Abdessalem                                                                                  | 24 decembrie 2011                  |
| Turcia                             | Ministru al Afacerilor Externe                                                                                                 | Ahmet Davutoglu                                                                                   | 1 mai 2009                         |
| Turkmenistan                       | Ministru al Afacerilor Externe                                                                                                 | Rașit Meredow                                                                                     | 7 iulie 2001                       |
| Tuvalu                             | Ministru pentru Afacerile Externe                                                                                              | Apisai Ielemia                                                                                    | 24 decembrie 2010                  |
| Țările de Jos                      | Miniștri ai Afacerilor Externe (succesivi)                                                                                     | Frans Timmermans                                                                                  | 5 noiembrie 2012                   |
| Țările de Jos                      | Miniștri ai Afacerilor Externe (succesivi)                                                                                     | Uri Rosenthal                                                                                     | 14 octombrie 2010                  |
| Ucraina                            | Miniștri ai Afacerilor Externe (succesivi)                                                                                     | Leonid Kojara                                                                                     | 24 decembrie 2012                  |
| Ucraina                            | Miniștri ai Afacerilor Externe (succesivi)                                                                                     | Konstantin Gryshchenko                                                                            | 11 martie 2010                     |
| Uganda                             | Ministri ai Afacerilor Externe                                                                                                 | Henry Okello Oryem (interimar)                                                                    | 12 octombrie 2011 - 15 august 2012 |
| Uganda                             | Ministri ai Afacerilor Externe                                                                                                 | Sam Kutesa                                                                                        | 13 ianuarie 2005                   |
| Ungaria                            | Ministru al Afacerilor Externe                                                                                                 | János Martonyi                                                                                    | 29 mai 2010                        |
| Uruguay                            | Ministru al Relațiilor Externe                                                                                                 | Luis Almagro                                                                                      | 1 martie 2010                      |
| Uzbekistan                         | Miniștri ai Afacerilor Externe (succesivi)                                                                                     | Abdulaziz Komilov                                                                                 | 13 ianuarie 2012                   |
| Uzbekistan                         | Miniștri ai Afacerilor Externe (succesivi)                                                                                     | Elyor Ganiyev                                                                                     | 28 decembie 2010                   |
| Vanuatu                            | Ministru pentru Afacerile Externe                                                                                              | Alfred Carlot                                                                                     | 27 iunie 2011                      |
| Vatican / Sfântul Scaun            | Secretar pentru Relațiile cu Statele (Sfântul Scaun)                                                                           | Dominique Mamberti                                                                                | 15 septembrie 2006                 |
| Venezuela                          | Ministru al Puterii Populare pentru Afacerile Externe                                                                          | Nicolás Maduro                                                                                    | 8 august 2006                      |
| Vietnam                            | Ministru al Afacerilor Externe                                                                                                 | Phạm Bình Minh                                                                                    | 3 august 2011                      |
| Yemen                              | Ministru al Afacerilor Externe                                                                                                 | Abou Bakr al-Kerbi                                                                                | 7 aprilie 2001                     |
| Zambia                             | Miniștri ai Afacerilor Externe (succesivi)                                                                                     | Given Lubinda                                                                                     | 12 ianuarie 2012                   |
| Zambia                             | Miniștri ai Afacerilor Externe (succesivi)                                                                                     | Chishimba Kambwili                                                                                | 30 septembre 2011                  |
| Zimbabwe                           | Ministru al Afacerilor Externe                                                                                                 | Simbarashe Mumbengegwi                                                                            | 15 aprilie 2005                    |

## State independente recunoscute parțial
| Statul                          | Separat din                                 | Funcția | Numele                   | Începând cu        |
| ------------------------------- | ------------------------------------------- | --- | ------------------------ | ------------------ |
| Abhazia                         | Georgia                                     | Ministru pentru Afacerile Externe                                                                               | Viacheslav Chirikba      | 1 iunie 2011       |
| Ciprul de Nord                  | Cipru                                       | Ministru al Afacerilor Externe                                                                                  | Hüseyin Özgürgün         | 5 mai 2009         |
| Kosovo                          | Serbia                                      | Minstru al Afacerilor Extene                                                                                    | Enver Hoxhaj             | 22 februarie 2011  |
| Osetia de Sud                   | Georgia                                     | Miniștri ai Afacerilor Externe (succesivi)                                                                      | David Sanakoyev          | 30 mai 2012        |
| Osetia de Sud                   | Georgia                                     | Miniștri ai Afacerilor Externe (succesivi)                                                                      | Murat Dzhioyev           | 1998               |
| Statul Palestina (vezi și : §4) | Israel · Autoritatea Națională Palestiniană | Seful Départementului Relațiilor Internaționale al Comitului Executiv al Organizației de Eliberare a Palestinei | Ghassan al Shakaa        | 27 august 2009     |
| Sahara occidentală              | ' Maroc                                     | Ministru al Afacerilor Externe                                                                                  | Mohamed Salem Ould Salek | 21 ianuarie 1998   |
| Taiwan                          | China                                       | Miniștri ai Afacerilor Externe (succesivi)                                                                      | David Lin                | 27 septembrie 2012 |
| Taiwan                          | China                                       | Miniștri ai Afacerilor Externe (succesivi)                                                                      | Timothy Yang             | 10 septembrie 2009 |

## State independente nerecunoscute
| Statul             | Separat din        | Funcția                                                                                     | Numele                       | Începând cu       |
| ------------------ | ------------------ | ------------------------------------------------------------------------------------------- | ---------------------------- | ----------------- |
| Azawad             | Mali               | Însărcinat cu Relațiile Externe și Cooperarea Internațională                                | Hama Ag Mahmoud              | 15 iunie 2012     |
| Azawad             | Mali               | Șeful departementului Relații Internaționale al Mișcării Naționale pentru Eliverarea Azawad | Hama Ag Sid'Ahmed            | 6 aprilie 2012    |
| Karabahul de Munte | Azerbaidjan        | Miniștri ai Afacerilor Externe (succesivi)                                                  | Karen Mirzoyan               | 22 septembre 2012 |
| Karabahul de Munte | Azerbaidjan        | Miniștri ai Afacerilor Externe (succesivi)                                                  | Vasily Atajanyan (interimar) | 7 iulie 2011      |
| Somaliland         | Somalia            | Ministru al Afacerilor Externe și Cooperării Internaționale                                 | Mohamed Abdullahi Omar       | 28 iulie 2010     |
| Transnistria       | Moldova, Republica | Miniștri ai Afacerilor Externe (succesivi)                                                  | Nina Shtanski                | 17 ianuarie 2012  |
| Transnistria       | Moldova, Republica | Miniștri ai Afacerilor Externe (succesivi)                                                  | Vladimir Iastrebtchak        | 1 iulie 2008      |

## Entități cu statut apropiat de cel de stat
| Entitate                                                 | Funcție                                                                                   | Nume                                                        | Începând cu       |
| -------------------------------------------------------- | ----------------------------------------------------------------------------------------- | ----------------------------------------------------------- | ----------------- |
| Ordinul de Malta                                         | Mare Cancelar                                                                             | Jean-Pierre Mazery                                          | 16 aprilie 2005   |
| Autoritatea Națională Palestiniană (vezi și : §2 și §10) | Ministru al Afacerilor Externe                                                            | Riyad al-Maliki (corevendicator începând cu 10 martie 2011) | 1 septembrie 2007 |
| Uniunea Europeană                                        | Înalt Reprezentant al Unuinii Europene pentru Afacerile Externe și Politica de Securitate | Catherine Ashton                                            | 1 decembrie 2009  |

## Teritorii britanice de peste mări și dependențe ale coroanei britanice
| Teritoriu | Suveranitate        | Funcția                                                                          | Numele           | Începând cu       |
| --------- | ------------------- | -------------------------------------------------------------------------------- | ---------------- | ----------------- |
| Jersey    | ' Coroana briranică | Ministru asistent al Ministului Șef cu Responsabilitate pentru Relațiile Externe | Philip Bailhache | 25 noiembrie 2011 |

## Departamente și colectivități de peste mări și teritorii cu statut special franceze
| Teritoriu          | Suveranitate | Funcția    | Numele       | Începând cu    |
| ------------------ | ------------ | ---------- | ------------ | -------------- |
| Polinezia Franceză | Franța       | Președinte | Oscar Temaru | 1 aprilie 2011 |

## Dependințe și teritorii speciale ale Noii-Zeelande
| Teritoriu      | Suveranitate  | Funcția                                      | Numele                        | Începând cu       |
| -------------- | ------------- | -------------------------------------------- | ----------------------------- | ----------------- |
| Cook, Insulele | Noua Zeelandă | Ministru al Afacerilor Externe și Imigrației | Tom Marsters                  | 3 decembrie 2010  |
| Niue, Insule   | Noua Zeelandă | Ministru al Agențiilor Centrale              | Toke Tufukia Talagi (premier) | 19 iunie 2008     |
| Tokelau        | Noua Zeelandă | Șefi ai guvernului (succesivi)               | Kelihiano Kalolo              | 24 februarie 2012 |
| Tokelau        | Noua Zeelandă | Șefi ai guvernului (succesivi)               | Foua Toloa                    | 11 martie 2011    |

## Teritorii speciale ale Statelor Unite ale Americii
| Teritoriu  | Suveranitate               | Funcția          | Numele             | Începând cu     |
| ---------- | -------------------------- | ---------------- | ------------------ | --------------- |
| Porto Rico | Statele Unite ale Americii | Secretar de stat | Kenneth McClintock | 2 ianuarie 2009 |

## Alte teritorii nesuverane
| Teritoriu           | Suveranitate              | Funcția                                  | Numele                             | Începând cu       |
| ------------------- | ------------------------- | ---------------------------------------- | ---------------------------------- | ----------------- |
| Feroe, Insulele     | Danemarca                 | Ministru al Afacerilor Externe           | Kaj Leo Johannesen (prim-ministru) | 14 noiembrie 2011 |
| Groenlanda          | Danemarca                 | Ministru al Afacerilor Externe           | Kuupik Kleist (premier)            | 12 iunie 2009     |
| Kurdistanul Irakian | Irak · (Regiune autonomă) | Șeful Departamentului de Relații Externe | Falah Mustafa Bakir                | septembrie 2000   |

## Guverne în exil și / sau alterantive
| Entitate                         | Suveranitate recunoscută internațional                                                                       | Funcția                                                        | Numele | Începând cu        |
| -------------------------------- | --- | -------------------------------------------------------------- | --- | ------------------ |
| Guvernul Alternativ al Estoniei  | Estonia · (Guvern „în exil” care se consideră succesor al guvernului în exil din timpul ocupației sovietice} | Ministru al afacerilor externe                                 | funcție vacantă | 14 decembrie 2003  |
| Gaza, Fȃșia                      | Autoritatea Națională Palestiniană (Guvern al Hamas)                                                         | Miniștri ai Afacerilor Externe (succesivi)                     | Ismail Haniyeh (interimar) (corevendicator începând cu 2 septembrie 2012) (interimar) (corevendicator începând cu 2 septembrie 2012) (prim-ministru) | 2 septembrie 2012  |
| Gaza, Fȃșia                      | Autoritatea Națională Palestiniană (Guvern al Hamas)                                                         | Miniștri ai Afacerilor Externe (succesivi)                     | Mohamed Awad (corevendicator din 10 martie 2011 până în 2 septembrie 2012)                                                                           | 10 martie 2011     |
| Puntland                         | Somalia · (Guvernul statului autonom Puntland)                                                               | Proclamat stat autonom ȋn cadrul Republicii Somalia            | | 18 februarie 2012  |
| Puntland                         | Somalia · (Guvernul statului autonom Puntland)                                                               | Ministru al Relațiilor Internaționale                          | Daud Mohamed Omar | 2010               |
| Administrația Centtrală Tibetană | China (Guvern în exil)                                                                                       | Kalon (ministru) ai Informațiilor și Relațiilor Internaționale | Dicki Chhoyang | 16 septembrie 2011 |

## Diviziuni administrative autonome
Au fost prezentate doar diviziunile administrative care au în cadrul guvernului local portofoliul de ministru al afacerilor externe sau echivalent
| Diviziune                    | Aparține de    | Funcția                                                                                     | Numele                            | Începând cu        |
| ---------------------------- | -------------- | ------------------------------------------------------------------------------------------- | --------------------------------- | ------------------ |
| Baden-Württemberg            | Germania       | Ministru al Afacerilor Federale, Europene și Internaționale                                 | Peter Friedrich                   | 12 mai 2011        |
| Regiunea Capitalei Bruxelles | Belgia         | Ministru Responsabil pentru Relațiile Externe                                               | Jean-Luc Vanraes                  | 17 iulie 2009      |
| Catalonia                    | Spania         | Consilier la Președinția Generalității din Catalonia (cu atribuții de reprezentare externă) | Francesc Homs Molist              | 27 decembrie 2012  |
| Flandra                      | Belgia         | Ministru pentru Politica Externă                                                            | Kris Peeters (ministru prezident) | 22 septembrie 2008 |
| Québec                       | Canada         | Miniștri ai Relațiilor Internaționale și Francofoniei (succesivi)                           | Jean-François Lisée               | 19 septembrie 2012 |
| Québec                       | Canada         | Miniștri ai Relațiilor Internaționale și Francofoniei (succesivi)                           | Monique Gagnon-Tremblay           | 11 august 2010     |
| Scoția                       | Regatul Unit   | Secretar al Cabinetului pentru Afacerile Externe                                            | Fiona Hyslop                      | 1 decembrie 2000   |
| Valonia                      | Belgia         | Ministru prezident                                                                          | Rudy Demotte                      | 15 iulie 2009      |
| Țara Galilor                 | ' Regatul Unit | Prim ministru                                                                               | Carwyn Jones                      | 10 decembrie 2009  |